# Drag Race Holland
Drag Race Holland es un programa de telerrealidad neerlandés sobre drag queens basada en la serie estadounidense RuPaul's Drag Race. La serie se estrenó el 18 de septiembre de 2020 en Videoland. Envy Peru fue quien obtuvo el título de la primera súper estrella drag neerlandesa, mientras que Janey Jacké fue subcampeona.

## Producción
El programa fue producido por Vincent TV y World of Wonder. El programa se emitió en la plataforma neerlandesa Videoland, un servicio de transmisión en línea propiedad de RTL, y en el resto del mundo en la plataforma WOW Presents Plus.
Es la quinta versión internacional de la franquicia Drag Race que se estrena, después de Drag Race Thailand (Tailandia), RuPaul's Drag Race UK (Reino Unido), The Switch Drag Race (Chile) y Canada's Drag Race (Canadá).

## Jueces
El conductor y juez principal del programa es el presentador y estilista Fred van Leer. La diseñadora de moda Nikkie Plessen le acompaña como juez permanente, y la cantante Roxeanne Hazes, el diseñador de moda Claes Iversen, la humorista Sanne Wallis de Vries y el actor Rick Paul van Mulligen serán jueces rotatorios. Cada semana, el panel de jueces se completa con un juez invitado, entre otros, la maquilladora y vlogger NikkieTutorials, la modelo Loiza Lamers, la cantante Ryanne van Dorst, la drag queen Amber Vineyard, la personalidad de televisión Carlo Boszhard, la cantante Ruth Jacott, o la cantante Edsilia Rombley.

## Primera temporada

### Concursantes

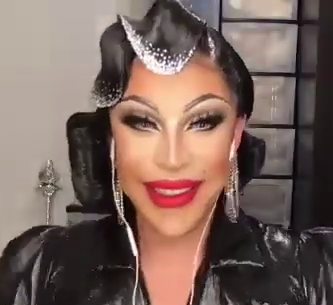
La ganadora de la temporada Envy Peru

Las drag queens que compitieron en la temporada 1 de Drag Race Holland son:
(La edad y nombre de los participantes registrados al momento de la filmación)
| Concursante       | Edad | Residencia | Posición  |
| ----------------- | ---- | ---------- | --------- |
| Envy Peru         | 31   | Ámsterdam  | Ganadora  |
| Janey Jacké       | 28   | Ámsterdam  | Finalista |
| Ma'MaQueen        | 30   | Róterdam   | 3º        |
| Miss Abby OMG     | 25   | Breda      | 4º        |
| ChelseaBoy        | 26   | Ámsterdam  | 5°        |
| Sederginne        | 26   | Amberes    | 6°        |
| Madame Madness    | 24   | Ámsterdam  | 7°        |
| Megan Schoonbrood | 32   | Róterdam   | 8°        |
| Patty Pam-Pam     | 34   | Ámsterdam  | 9°        |
| Roem              | 21   | Breda      | 10°       |

### Tabla de eliminaciones
| Contestant        | 1    | 2    | 3    | 4    | 5    | 6    | 7    | 8          |
| ----------------- | ---- | ---- | ---- | ---- | ---- | ---- | ---- | ---------- |
| Envy Peru         | SAFE | WIN  | SAFE | WIN  | WIN  | WIN  | SAFE | Winner     |
| Janey Jacké       | WIN  | SAFE | SAFE | SAFE | HIGH | BTM  | WIN  | Finalist   |
| Ma'Ma Queen       | LOW  | SAFE | WIN  | BTM  | LOW  | LOW  | BTM  | Eliminated |
| Miss Abby OMG     | SAFE | HIGH | BTM  | BTM  | BTM  | HIGH | BTM  | Eliminated |
| ChelseaBoy        | HIGH | SAFE | HIGH | HIGH | HIGH | ELIM |      |            |
| Sederginne        | HIGH | HIGH | HIGH | HIGH | ELIM |      |      |            |
| Madame Madness    | SAFE | BTM  | LOW  | ELIM |      |      |      |            |
| Megan Schoonbrood | BTM  | LOW  | ELIM |      |      |      |      |            |
| Patty Pam-Pam     | SAFE | ELIM |      |      |      |      |      |            |
| Roem              | ELIM |      |      |      |      |      |      |            |

     La concursanta gana RuPaul's Drag Race.
     La concursante es finalista.
     La concursante es eliminada en la final.
     La concursante gana el reto.
     La concursante recibe críticas positivas y estuvo a salvo.
     La concursante no recibe críticas y estuvo a salvo.
     La concursante recibe críticas negativas pero fue salvada finalmente.
     La concursante es nominada para eliminación.
     La concursante es eliminada.
     La concursante fue votada por sus compañeras el título de Miss Simpatía fuera del programa.

### Lip-syncs
| Episodio | Concursantes                                     | Concursantes                                     | Concursantes                                     | Canción                                             | Eliminada         |
| -------- | ------------------------------------------------ | ------------------------------------------------ | ------------------------------------------------ | --------------------------------------------------- | ----------------- |
| 1        | Megan Schoonbrood                                | vs.                                              | Roem                                             | "Express Yourself" (Madonna)                        | Roem              |
| 2        | Madame Madness                                   | vs.                                              | Patty Pam-Pam                                    | "Roar" (Katy Perry)                                 | Patty Pam-Pam     |
| 3        | Megan Schoonbrood                                | vs.                                              | Miss Abby OMG                                    | "Why Tell Me, Why" (Anita Meyer)                    | Megan Schoonbrood |
| 4        | Madame Madness vs. Ma'Ma Queen vs. Miss Abby OMG | Madame Madness vs. Ma'Ma Queen vs. Miss Abby OMG | Madame Madness vs. Ma'Ma Queen vs. Miss Abby OMG | "I Wanna Dance With Somebody" (Whitney Houston)     | Madame Madness    |
| 5        | Miss Abby OMG                                    | vs.                                              | Sederginne                                       | "Girl" (Anouk)                                      | Sederginne        |
| 6        | ChelseaBoy                                       | vs.                                              | Janey Jacké                                      | "9 to 5" (Dolly Parton)                             | ChelseaBoy        |
| 7        | Ma'MaQueen                                       | vs.                                              | Miss Abby OMG                                    | "Stronger (What Doesn't Kill You)" (Kelly Clarkson) | Ninguna           |
| 8        | Envy Peru                                        | vs.                                              | Janey Jacké                                      | "Born This Way" (Lady Gaga)                         | Janey Jacké       |

     La concursante fue eliminada después de su primer lipsync.
     La concursante fue eliminada después de su segundo lipsync.
     La concursante fue eliminada en el playback final, el cual fue realizado entre las dos finalistas.

## Segunda temporada

### Tabla de eliminaciones
| Contestant          | 1    | 2    | 3    | 4    | 5    | 6    | 7    | 8          |
| ------------------- | ---- | ---- | ---- | ---- | ---- | ---- | ---- | ---------- |
| Vanessa Van Cartier | HIGH | SAFE | SAFE | LOW  | WIN  | LOW  | SAFE | Winner     |
| My Little Puny      | HIGH | SAFE | SAFE | WIN  | BTM  | HIGH | WIN  | Finalist   |
| Vivaldi             | HIGH | HIGH | WIN  | SAFE | HIGH | BTM  | BTM  | Eliminated |
| Keta Minaj          | WIN  | SAFE | WIN  | HIGH | HIGH | WIN  | ELIM |            |
| Tabitha             | SAFE | LOW  | LOW  | HIGH | BTM  | ELIM |      |            |
| The Countess        | SAFE | WIN  | SAFE | BTM  | ELIM |      |      |            |
| Ivy-Elyse           | LOW  | BTM  | BTM  | ELIM |      |      |      |            |
| Love Masisi         | SAFE | HIGH | ELIM |      |      |      |      |            |
| Reggy B             | BTM  | ELIM |      |      |      |      |      |            |
| Juicy Kutoure       | ELIM |      |      |      |      |      |      |            |

     La concursante gana RuPaul's Drag Race.
     La concursante es finalista.
     La concursante es eliminada en la final.
     La concursante gana el reto.
     La concursante recibe críticas positivas y estuvo a salvo.
     La concursante no recibe críticas y estuvo a salvo.
     La concursante recibe críticas negativas pero fue salvada finalmente.
     La concursante es nominada para eliminación.
     La concursante es eliminada.
     La concursante fue votada por sus compañeras el título de Miss Simpatía fuera del programa.